# Remotaspidiotus coralinus
Remotaspidiotus coralinus är en insektsart som först beskrevs av Walter Wilson Froggatt 1914.  Remotaspidiotus coralinus ingår i släktet Remotaspidiotus och familjen pansarsköldlöss. Inga underarter finns listade i Catalogue of Life.